# Til Ungdommen
Til Ungdommen (deutsch: Für die Jugend), auch Kringsatt av Fiender, ist ein Gedicht des norwegischen Schriftstellers und Journalisten Nordahl Grieg aus dem Jahr 1936. Die Liedfassung schuf der dänische Komponist Otto (Hübertz) Mortensen (1907–1986) im Jahr 1952. Das Lied gehört zum Repertoire zahlreicher Sänger. Nach den Anschlägen in Norwegen am 22. Juli 2011 wurde das Lied zu einem Bestandteil der Gedenkgottesdienste, Zusammenkünfte und Trauerfeiern für die Opfer der Anschläge.

## Geschichte
Der norwegische Politiker Trond Hegna (1898–1992) bat Nordahl Grieg im Jahr 1936, das Gedicht Til Ungdommen für die norwegische Studentenvereinigung Det Norske Studentersamfund (DNS) in Oslo zu schreiben. Daran erinnert der Name des Gedichtes Til Ungdommen (Deutsch: Für die Jugend). Das ganze Gedicht bezieht sich auf den Spanischen Bürgerkrieg, der im Juli 1936 ausgebrochen war. Nordahl Grieg war danach im Jahr 1937 als antifaschistischer Kriegsreporter im spanischen Bürgerkrieg tätig.
Der dänische Komponist Otto (Hübertz) Mortensen (1907–1986) schuf die Liedfassung im Jahr 1952. Der norwegische Kammerchor Grex Vocalis machte das Lied bekannt und zeichnete es 1988 auf. Tormod Tvete Vik komponierte 2000 für die norwegische Schauspielerin und Sängerin Herborg Kråkevik eine Orchesterfassung, die sie in ihrer CD Kråkeviks Songbok zusammen mit der Liedfassung von Otto Mortensen verwendete. Kråkevik verzichtete dort auf die Strophen 7 – 10 von Til Ungdommen. Das Album Kråkeviks Songbok erreichte 2000 in der 47. Woche den Platz 1 der Hits in Norwegen. Til Ungdommen gehört seitdem zum populären norwegischen Liedgut.
Der dänische Pop-Musiker Kim Larsen (1945–2018) verwendete das Lied Til Ungdommen in seinem Album "231045-0637" (1979), in seinem Live-Album "Kim i Cirkus" (1985) und in der Live-DVD "En Lille Pose Støj" (2007). Auch die norwegische Band The Soundbyte benutzt Til Ungdommen. Das Lied Songen Åt Fangen in dem Album Kraft (2004) der norwegischen Black-Metal-Band Vreid hat die Melodie von Til Ungdommen. Die dänische Progressive-Metal-Band Beyond Twilight bringt in ihrem Album The Devil's Hall of Fame (2001) das Instrumentalstück Closing the Circle, das Bruchstücke der Melodie von Til Ungdommen enthält.
Nordahl Grieg starb am 2. Dezember 1943 beim Angriff auf Berlin, als die Lancaster LM 316, in der er als Kriegsberichterstatter mitflog, abgeschossen wurde. Die Absturzstelle liegt in Kleinmachnow am Ufer des Machnower Sees. Dort stellte die Gemeinde Kleinmachnow auf Bitten der norwegischen Botschaft einen Findling als Ehrenmal auf. Bei der Einweihung des Ehrenmals am 23. November 2003 sang die norwegische Sängerin Torhild Ostad das Lied Til Ungdommen.
Nach den Anschlägen in Norwegen am 22. Juli 2011 wurde das Lied Til Ungdommen zu einem Bestandteil der Gedenkgottesdienste, Zusammenkünfte und Trauerfeiern für die Opfer der Anschläge. Die offiziellen Feiern fanden ihren Abschluss am 21. August 2011 mit einer Gedenkfeier des norwegischen Staates in der Spektrum Arena von Oslo. Am Ende der Gedenkfeier sang die norwegische Sopranistin Sissel Kyrkjebø das Lied Til Ungdommen. Die Veranstaltung wurde von allen norwegischen Fernsehsendern übertragen. Anschließend stieg die populäre Version der Schauspielerin und Sängerin Herborg Kråkevik in der 31. Woche des Jahres 2011 auf Platz 1 der Hits in Norwegen.

## Gedicht Til Ungdommen (An die Jugend) von Nordahl Grieg
| Til Ungdommen von Nordahl Grieg (1936) Kringsatt av fiender, gå inn i din tid! Under en blodig storm - vi deg til strid! Kanskje du spør i angst, udekket, åpen: hva skal jeg kjempe med hva er mitt våpen? Her er ditt vern mot vold, her er ditt sverd: troen på livet vårt, menneskets verd. For all vår fremtids skyld, søk det og dyrk det, dø om du må - men: øk det og styrk det! Stilt går granatenes glidende bånd Stans deres drift mot død stans dem med ånd! Krig er forakt for liv. Fred er å skape. Kast dine krefter inn: døden skal tape! Elsk og berik med drøm alt stort som var! Gå mot det ukjente fravrist det svar. Ubygde kraftverker, ukjente stjerner. Skap dem, med skånet livs dristige hjerner! Edelt er mennesket, jorden er rik! Finnes her nød og sult skyldes det svik. Knus det! I livets navn skal urett falle. Solskinn og brød og ånd eies av alle. Da synker våpnene maktesløs ned! Skaper vi menneskeverd skaper vi fred. Den som med høyre arm bærer en byrde, dyr og umistelig, kan ikke myrde. Dette er løftet vårt fra bror til bror: vi vil bli gode mot menskenes jord. Vi vil ta vare på skjønnheten, varmen som om vi bar et barn varsomt på armen! | Deutsche Übertragung von Peter Otto (2011) Umgeben von Feinden - sie steh'n vor dem Tor; die Schlacht ist zu schlagen bereite dich vor! Vielleicht fragst voll Angst du, wehrlos wie ein Kind, welches deine Waffen für die Kämpfe sind. Hier nun ist die Waffe, Schwert gegen Gewalt: Glauben als Bekenntnis Menschenwürd' alsbald. Zukunft von uns allen, der bist du es schuld': selbst Opfer deines Lebens, sei stark, hab' Geduld! Terror und auch Schüsse hier in deinem Land? Der Tod darf nicht siegen dein Geist ist dein Pfand. Verachtung des Lebens stellt Frieden nicht her. Nimm all' deine Kräfte: der Tod soll verlier'n. Lieben und Träumen allein bringt voran. Der Zukunft entgegen die Antwort nur dann. Fabriken ungebaut, Sterne unbekannt. Baue und erforsche! schon' dabei dein Land! Würde ist dem Menschen, seine Erde reich. Gibt es Not und Hunger, ist Verrat dem gleich. In des Lebens Namen vergiss das Unrecht! Sonne, Brot und Geist bringen es zurecht. Waffen, sinket nieder! Menschen sind es wert, dass wir Frieden schaffen hier auf dieser Erd'! Verantwortung zu tragen ist des Menschen Bürd'. Mehr als alle Tiere sei IHM diese Würd'! Darum wir versprechen, Brüder, ihr seid's wert, sorgsam umzugehen, mit der Menschen Erd'. Leben braucht auch Schönheit, Wärme wie ein Kind - g'rade erst geboren - so wir alle sind. |